# 郭兆信
郭兆信（1951年9月—），男，山东平邑人，中华人民共和国政治人物。山东大学干部专修科科社系毕业，中共中央党校经济管理专业在职研究生学历。

## 生平
1973年4月加入中国共产党。历任中共山东省委组织部副处长、处长，聊城地委副书记、行署专员，聊城市委副书记、市长、市委书记、市人大常委会主任等职。2007年3月当选山东省人民政府副省长，2011年11月辞职，12月被聘任为省人民政府特邀咨询。